# Candy Holic
«Candy Holic» (キャンデーホリック) es el primer sencillo de la banda Oshare Kei: Antic Cafe, publicado en 2004 y perteneciente al álbum Amedama Rock.

## Ranking
Con él, la banda principiante alcanzó el puesto número 2 del Oricon Ranking.

## Canciones
| CD  |                                    |          |  |
| N.º | Título                             | Duración |  |
| 1.  | «Candy Holic (キャンデーホリック)» | 3:38     |  |
| 2.  | «Mousou aikouka (妄想愛好家)»      | 4:27     |  |
| 3.  | «3P»                               | 4:16     |  |